# Страттон (Колорадо)
Страттон (англ. Stratton) — місто (англ. town) в США, в окрузі Кіт-Карсон штату Колорадо. Населення — 656 осіб (2020).

## Географія
Страттон розташований за координатами 39°18′10″ пн. ш. 102°36′13″ зх. д. / 39.30278° пн. ш. 102.60361° зх. д. (39.302876, -102.603538).  За даними Бюро перепису населення США в 2010 році місто мало площу 1,31 км², уся площа — суходіл.

## Демографія
Згідно з переписом 2010 року, у місті мешкало 658 осіб у 287 домогосподарствах у складі 167 родин. Густота населення становила 503 особи/км².  Було 346 помешкань (265/км²).
Расовий склад населення:
| - 93,8 % — білих - 1,2 % — азіатів - 0,8 % — корінних американців - 0,3 % — чорних або афроамериканців - 3,6 % — осіб інших рас |

До двох чи більше рас належало 0,3 %. Частка іспаномовних становила 7,6 % від усіх жителів.
За віковим діапазоном населення розподілялося таким чином: 26,6 % — особи молодші 18 років, 55,5 % — особи у віці 18—64 років, 17,9 % — особи у віці 65 років та старші. Медіана віку мешканця становила 37,3 року. На 100 осіб жіночої статі у місті припадало 92,4 чоловіків;  на 100 жінок у віці від 18 років та старших — 96,3 чоловіків також старших 18 років.
Середній дохід на одне домашнє господарство  становив 47 342 долари США (медіана — 42 632), а середній дохід на одну сім'ю — 58 143 долари (медіана — 51 750). За межею бідності перебувало 18,5 % осіб, у тому числі 21,3 % дітей у віці до 18 років та 17,0 % осіб у віці 65 років та старших.
Цивільне працевлаштоване населення становило 292 особи. Основні галузі зайнятості: освіта, охорона здоров'я та соціальна допомога — 22,3 %, сільське господарство, лісництво, риболовля — 16,4 %, транспорт — 13,0 %, роздрібна торгівля — 12,0 %.